# Casa Elèctrica de Ripoll
La Casa Elèctrica de Ripoll és una obra de Ripoll protegida com a Bé Cultural d'Interès Local.

## Descripció
Edifici format per planta baixa i tres pisos. La coberta és de doble vessant feta de teula àrab. La façana principal crida l'atenció per l'ús de pedres als xamfrans i al voltant de les obertures, de maó o totxo i el cos de l'edifici, situat al xamfrà, amb una alçada superior a la resta de la façana presenta un ull de bou a la part superior.